# Bianca Amato
Bianca Amato là một nữ diễn viên người Nam Phi được biết đến với công việc của cô tại nhà hát Mỹ, với tư cách là một nghệ sĩ audiobook nổi tiếng và với vai diễn Philippa De Villiers trong dàn diễn viên gốc của vở opera xà phòng Nam Phi Isidingo.

## Nghề nghiệp
Amato là thành viên của dàn diễn viên ban đầu của vở opera xà phòng Nam Phi đang hoạt động lâu năm, miêu tả Philippa De Villiers từ năm 1998 đến 2001. Vai trò, một "người phụ nữ trẻ tuổi người Anh phong lưu, có mối quan hệ tình cảm với một người quản lý mỏ da đen", đã được gọi là "bước đột phá và tin tức lớn trong bài chia sẻ trên truyền hình Nam Phi ", và cốt truyện được trích dẫn là "chuyện tình lãng mạn giữa các chủng tộc đầu tiên được mô tả trên truyền hình Nam Phi. " Amato nói về kinh nghiệm này," Thật tuyệt vời khi là một phần của quá trình chậm chạp nhưng lành mạnh làm thay đổi thái độ của mọi người. " Diễn xuất của cô trong Isidingo đã mang lại cho Amato một giải Avante cho Nữ diễn viên xuất sắc nhất trong phim truyền hình.
Năm 2002, Amato đã được cấp Thẻ thường trú tại Hoa Kỳ với tư cách là "Người ngoài hành tinh có khả năng phi thường" trong nghệ thuật và di cư sang Hoa Kỳ.ref name="Broadway.com 2007"/> Sau khi xuất hiện trong tập 2002 của loạt phim HBO Sex and the City, cô đã đóng một số vai chính với Nhà hát Guthrie ở Minneapolis, Minnesota trong khoảng thời gian từ 2003 đến 2005. [1] [2] Từ năm 2009 Amato đã đóng vai khách mời trong một số phim truyền hình Hoa Kỳ. Amato miêu tả Delia Alexander trong loạt Powers của PlayStation Network, được công chiếu vào ngày 10 tháng 3 năm 2015.
Amato đã xuất hiện trong sản phẩm chính gốc của bộ ba vở kịch Tony Award của Tom Stoppard, The Coast of Utopia (2006,07), cũng như sự hồi sinh 2013 của1414 của Shakespeare's Macbeth. Cô cũng đánh giá thấp vai trò của Hannah Jarvis và Lady Croom trong cuộc phục hưng tại sân khấu Broadway năm 2011 của Stoppard's Arcadia. Ngoài sân khấu, Amato đã xuất hiện trong Mr. Fox: A Rumination (2004) của Bill Irwin, và vai Emma trong Trumpery (2007).